# بحيرة الترمات
بحيرة الترمات (بالإنجليزية: Altermatt Lake)‏ هي بحيرة في مقاطعة براون، مينيسوتا في الولايات المتحدة. وهي بحيرة عامة.

## التاريخ
بحيرة الترمات تم تسميتها نسبة لاسم جون الترمات السويسري. تحدها 4000 قدم من بحيرة الشاطئ.

## ببليوغرافيا
- County Parks of Minnesota: 300 Parks You Can Visit Featuring 25 Favorites. Timothy J. Engrav.[6]

## وصلات خارجية
- Altermatt بحيرة الخريطة الطبوغرافية